# Reino Unido en los Juegos Olímpicos de Grenoble 1968
El Reino Unido estuvo representado en los Juegos Olímpicos de Grenoble 1968 por un total de 38 deportistas que compitieron en 7 deportes.  
El portador de la bandera en la ceremonia de apertura fue el deportista de bobsleigh Robin Dixon. El equipo olímpico británico no obtuvo ninguna medalla en estos Juegos.